# You Ain't Ready
You Ain't Ready è un singolo della band statunitense Skillet, come quarto estratto dall'album Victorious. Il 26 luglio 2019 è stato pubblicato sul loro canale ufficiale il video in versione lyric.

## Tracce
1. You Ain't Ready – 3:18